# Think for Yourself
«Think for Yourself» (с англ. — «Думай за себя») — песня группы «Битлз», впервые вышедшая на альбоме «Rubber Soul». Песня была написана Джорджем Харрисоном.
По своему содержанию песня является своего рода предупреждением-призывом не слушать ложь. В своей книге «I Me Mine» Харрисон писал: «„Думай за себя“, судя по всему, была написана о ком-то конкретном, но прошло уже столько времени, что я не могу толком вспомнить, кто внушил мне этот настрой. Возможно, правительство.»
В музыкальном плане песня примечательна двумя басовыми партиями, одна из которых записана с применением эффекта «фузз». Запись песни была осуществлена 8 ноября 1965 года на студии «Abbey Road». Базовый трек (ритм-гитара, бас и ударные) был записан с первой же попытки; потом, кроме вокальных партий, были дозаписаны партии соло-гитары, вторая партия баса, бубен, маракас и орган.
В записи участвовали:
- Джордж Харрисон — основной вокал, соло-гитара
- Джон Леннон — подголоски, орган
- Пол Маккартни — подголоски, бас-гитара
- Ринго Старр — ударные, маракас, бубен